# Associazione Sportiva Biellese 1946-1947
Questa voce raccoglie le informazioni riguardanti l'Associazione Sportiva Biellese nelle competizioni ufficiali della stagione 1946-1947.

## Rosa
| N. |                   | Ruolo | Calciatore           |
| -- | ----------------- | ----- | -------------------- |
|    | Italia (bandiera) | P     | Aldo Agnisetta       |
|    | Italia (bandiera) | D     | Aldo Beretta         |
|    | Italia (bandiera) | D     | Domenico Braghieri   |
|    | Italia (bandiera) | A     | Giovanni Chendi      |
|    | Italia (bandiera) | A     | Dino Costa           |
|    | Italia (bandiera) | A     | Giovanni Costanzo    |
|    | Italia (bandiera) | A     | Elvisio Fattorini    |
|    | Italia (bandiera) | C     | G. Ferraris          |
|    | Italia (bandiera) | C     | Silvio Finotto       |
|    | Italia (bandiera) | D     | Fiorito              |
|    | Italia (bandiera) | D     | Vittorio Mosca       |
|    | Italia (bandiera) | C     | Filippo Prato        |
|    | Italia (bandiera) | A     | Massimiliano Prelati |

| N. |                   | Ruolo | Calciatore         |
| -- | ----------------- | ----- | ------------------ |
|    | Italia (bandiera) | A     | Arnaldo Ramella    |
|    | Italia (bandiera) | D     | Erminio Rosso      |
|    | Italia (bandiera) | C     | Michele Ruella     |
|    | Italia (bandiera) | C     | Gisleno Santunione |
|    | Italia (bandiera) | A     | Ermanno Scaramuzzi |
|    | Italia (bandiera) | D     | Valerio Soldani    |
|    | Italia (bandiera) | A     | Ugo Tagliamacco    |
|    | Italia (bandiera) | D     | Agostino Torassa   |
|    | Italia (bandiera) | A     | Oberdan Ussello    |
|    | Italia (bandiera) | P     | Luigi Vaccari      |
|    | Italia (bandiera) | C     | Giuseppe Vannucci  |
|    | Italia (bandiera) | A     | Teodoro Zanini     |
|    | Italia (bandiera) | C     | Silverio Zauli     |

## Statistiche

### Statistiche dei giocatori
| Giocatore      | Serie B  | Serie B | Totale   | Totale |
| Giocatore      | Presenze | Reti    | Presenze | Reti   |
| -------------- | -------- | ------- | -------- | ------ |
| A. Agnisetta   | 36       | -?      | 36       | -?     |
| A. Beretta     | 9        | 0       | 9        | 0      |
| D. Braghieri   | 4        | 0       | 4        | 0      |
| G. Chendi      | 9        | 1       | 9        | 1      |
| D. Costa       | 1        | 0       | 1        | 0      |
| G. Costanzo    | 39       | 26      | 39       | 26     |
| E. Fattorini   | 19       | 5       | 19       | 5      |
| G. Ferrari     | 2        | 0       | 2        | 0      |
| S. Finotto     | 1        | 0       | 1        | 0      |
| G. Gariazzo    | 0        | 0       | 0        | 0      |
| B. Vaifro Leni | 0        | 0       | 0        | 0      |
| V. Mosca       | 18       | 0       | 18       | 0      |
| G. Pozzo       | 0        | 0       | 0        | 0      |
| F. Prato       | 11       | 0       | 11       | 0      |
| M. Prelati     | 34       | 8       | 34       | 8      |
| A. Ramella     | 1        | 0       | 1        | 0      |
| G. Ravelli     | 2        | 0       | 2        | 0      |
| E. Rosso       | 26       | 0       | 26       | 0      |
| M. Ruella      | 32       | 0       | 32       | 0      |
| G. Santunione  | 33       | 0       | 33       | 0      |
| E. Scaramuzzi  | 6        | 1       | 6        | 1      |
| V. Soldani     | 32       | 0       | 32       | 0      |
| U. Tagliamacco | 10       | 2       | 10       | 2      |
| A. Torassa     | 8        | 0       | 8        | 0      |
| O. Ussello     | 36       | 5       | 36       | 5      |
| L. Vaccari     | 6        | -?      | 6        | -?     |
| G. Vannucci    | 42       | 0       | 42       | 0      |
| T. Zanini      | 38       | 15      | 38       | 15     |
| S. Zauli       | 7        | 0       | 7        | 0      |